# Tove Kohala
Tove Britt Ingeborg Kohala (* 29. Januar 2001 in Norra Ljusterö) ist eine schwedische Rennrodlerin.

## Familie und sportliche Rahmenbedingungen
Tove Kohala gehört zu einer Rodlerfamilie. Der Vater Hans Kohala nahm mit seinem Doppelpartner Carl-Johan Lindqvist an den Olympischen Winterspielen 1992 und 1994 teil. Auch der ältere Bruder Svante ist ein international aktiver Rennrodler. Die Schülerin lebt in Ljusterö und startet für den Skärgårdens Rodel och Kälkklubb. Ihre Trainer sind Anders Söderberg (Bahn) und Helena Westerberg (Physis). Das schwedische Team arbeitet seit 2018 eng mit der österreichischen Rodel-Nationalmannschaft zusammen.

## Juniorin
Ihr internationales Debüt gab Kohala beim letzten Rennen im Weltcup der A-Jugend in der Saison 2014/15 in Winterberg, wo sie den 21. Platz belegte und damit Letzte aller ins Ziel gekommenen Athletinnen war. Mit den dort errungenen 20 Punkten war sie am Ende 35. der 46 im Laufe der Saison gestarteten Rodlerinnen, ließ dabei aber immerhin ältere und später im Leistungsbereich fahrende Starterinnen wie Klaudia Domaradzka und Vilde Tangnes hinter sich.
In der Saison 2015/16 hatte Kohala zwei Einsätze im A-Jugend-Weltcup. Zum Saisonbeginn in Lillehammer belegte sie den 27. Platz, im weiteren Saisonverlauf wurde sie in Igls 39. Mit 16 Punkten wurde sie 53. der 62 angetretenen Fahrerinnen. Saisonhöhepunkt waren aber die Olympische Jugend-Winterspiele 2016 in Lillehammer. Nach dem ersten Lauf lag Kohala auf dem 16. Platz der 22. Starterinnen, nach einem schlechteren zweiten Durchgang mit der 20. Zeit rutschte sie am Ende in der Gesamtwertung auf den 19. Platz zurück.
Die Saison 2016/17 brachte erstmals mehr Einsatzzeiten für Kohala im A-Jugend-Weltcup. Sie bestritt die ersten vier der sechs Rennen. Zum Auftakt wurde sie bei zwei Rennen in Calgary Achte und Siebte. Zurück in Europa folgten nach dem Jahreswechsel die Platzierungen elf und 14 in Igls und Oberhof. Mit 150 Punkten wurde sie Schwedin in der Gesamtwertung 14. Nach dem Rennen in Oberhof wurde sie für die Weltmeisterschaften 2017 erstmals in das schwedische A-Nationalteam berufen. Bei den Wettkämpfen in Igls wurde Kohala 41., in der separaten U-23-Wertung platzierte sie sich als 21.

## Zwischen Juniorinnen und Weltcup

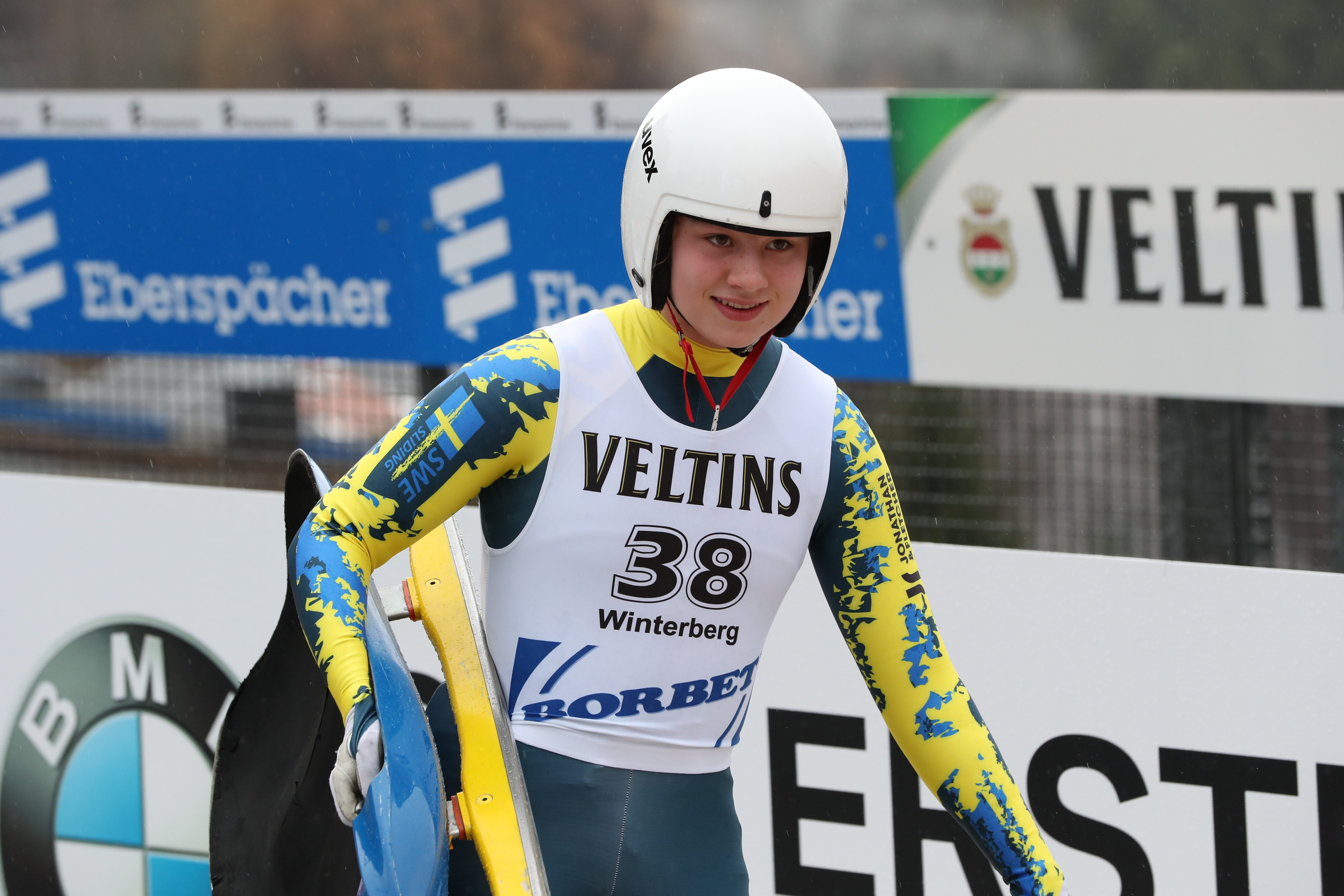
Kohala beim Nationencup-Rennen im November 2017 in Winterberg

Seit der Saison 2017/18 wechselte Kohala immer wieder zwischen Rennen zunächst im Weltcup der A-Jugend, später der Juniorinnen, und dem Weltcup beziehungsweise der Weltcup-Qualifikationsrennen, dem Nationencup. Sie begann die Saison mit dem Nationencup-Rennen in Igls, scheiterte aber mit Rang 38 ebenso wie bei der folgenden Weltcup-Station in Winterberg als 31. weit an einer Qualifikation für das Hauptrennen. Daraufhin kehrte sie in den nun beginnenden A-Jugend-Weltcup zurück und bestritt die komplette Saison. Zum Auftakt in Oberhof fuhr Kohala auf den 13. Platz und bei einem zweiten Rennen an selber Stelle erreichte sie mit Rang 17 ihr schlechtestes Saisonergebnis in der Rennserie. Um einen Platz besser platzierte sie sich anschließend am Königssee. Bei einer weiteren Station mit zwei Rennen in Igls verbesserte sie sich noch einmal um einen Rang auf Platz 15 und im zweiten Rennen sogar um zwei Ränge auf Rang 13. Die Saison beendete sie schließlich in Winterberg mit ihrem besten Saisonresultat, Rang 12. In der Gesamtwertung belegte die Schwedin mit 167 Punkten den zehnten Platz. Nach dem Rennen am Königssee blieb sie dort noch eine Woche länger und bestritt erneut ein Nationencup-Rennen, bei dem sie sich ebenfalls stark verbessert zeigte, sich als 22. jedoch erneut nicht für das Weltcup-Rennen qualifizieren konnte. Mit 32 Punkten wurde sie punktgleich mit Verónica María Ravenna und Verena Hofer 49. der Gesamtwertung des Nationancups, in der Gesamtwertung des Weltcups wurde sie mit 14 Punkten gar 48. Zum Saisonfinale und -höhepunkt wurden die Juniorenweltmeisterschaften 2018 in Altenberg. Zwischen weitestgehend älteren Starterinnen belegte sie den 40. Platz. Eine direkte Qualifikation zu den Olympischen Winterspielen 2018 in Pyeongchang gelang nicht, doch befand sich Kohala, allerdings weit im hinteren Feld, auf der Liste der Nachrückerinnen. Vorsorglich wurde sie vom Schwedischen Olympischen Komitees nominiert, doch den letzten freien Startplatz erhielt schließlich die zwei Ränge vor ihr platzierte Verónica Ravenna.

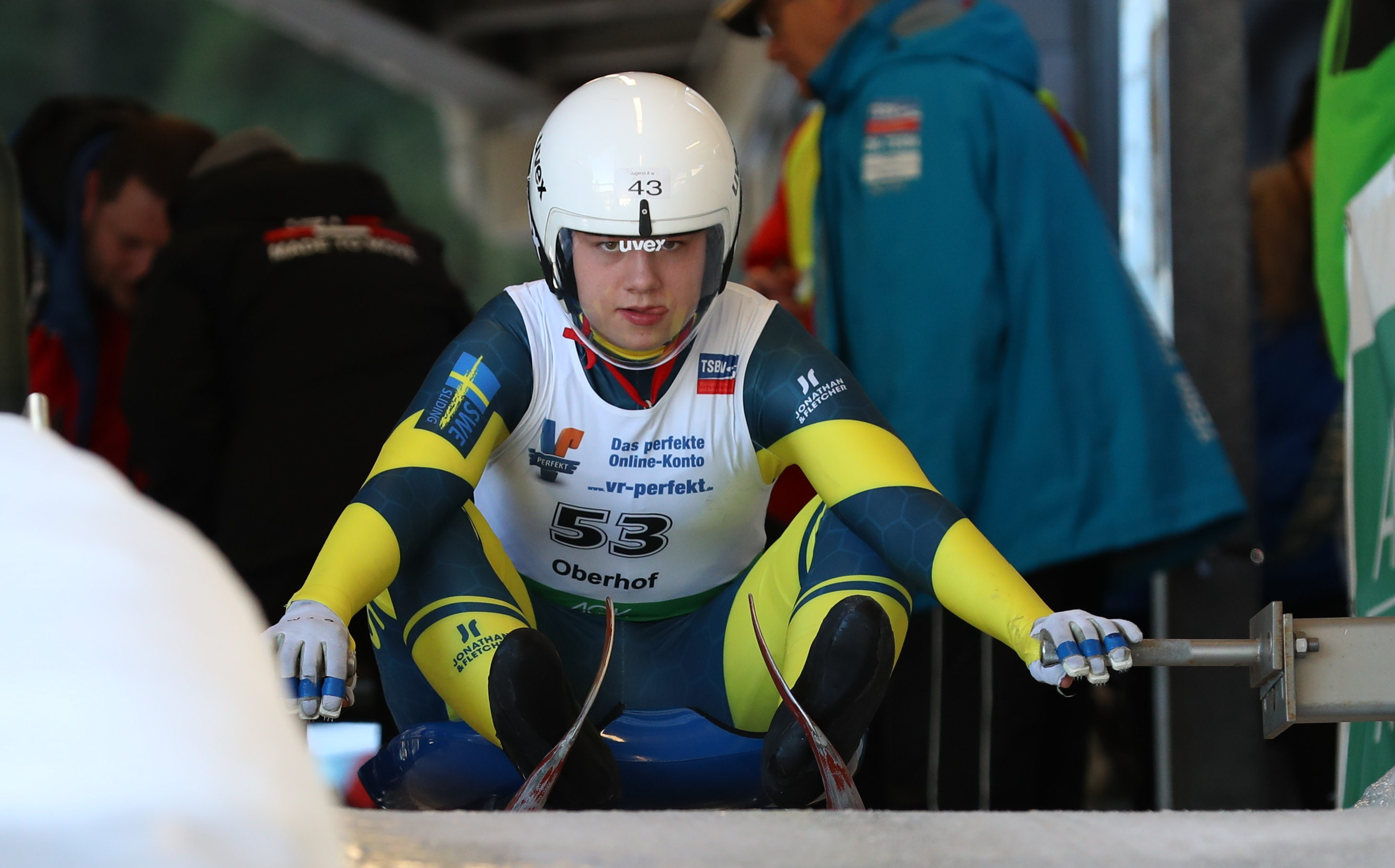
Kohala am Start de A-Jugend-Weltcuprennen im Februar 2019 in Oberhof

2018/19 stieg Kohala erst nach dem Jahreswechsel in die Saison ein. Ihr erstes Rennen war das Nationencup-Rennen am Königssee, bei dem sie auf den 20. Platz kam. Es blieb das einzige Rennen in der Saison im Nationencup und brachten ihr 21 Punkte und Rang 43 im Nationen- sowie elf Punkte und Rang 47 im Weltcup. In St. Moritz bestritt sie anschließend ihr erstes Rennen im Weltcup der Juniorinnen und wurde dabei 20. Da dieses Rennen zugleich die Junioreneuropameisterschaften 2019 waren, wurde sie in dieser Wertung 16. Mit 21 Punkten wurde sie 35. der Gesamtwertung des Wettbewerbs. Danach kehrte sie für die beiden letzten Saisonrennen in Winterberg und Oberhof zurück in den A-Jugend-Weltcup. Nach einem mittelmäßigen 21. Platz erreichte sie in Winterberg mit Rang zehn unter 34 Starterinnen ein achtbares Resultat. Mit 56 Punkten aus nur zwei Rennen belegte sie in der Gesamtwertung den 31. Platz.

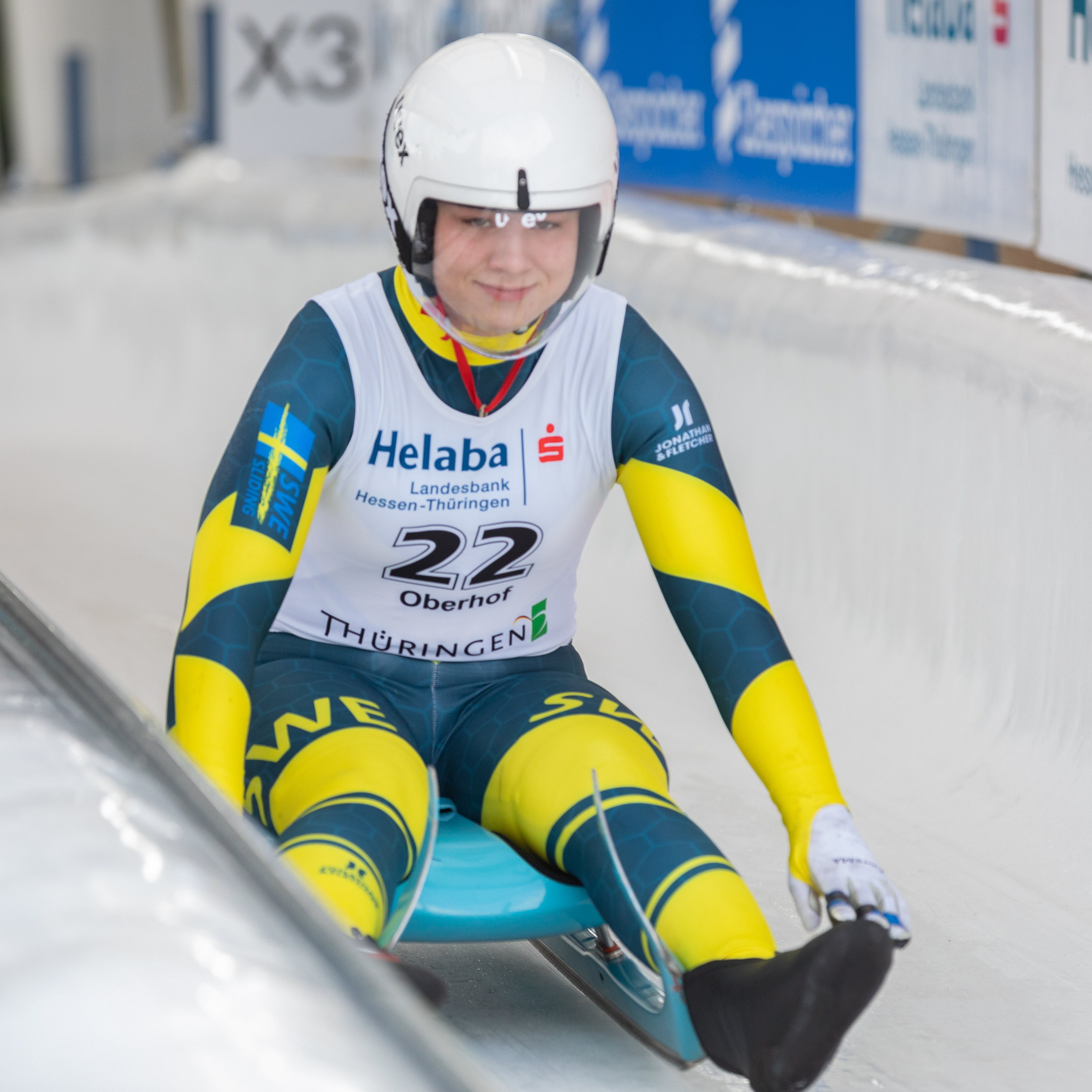
Kohala beim Weltcuprennen (Nationencup) im Januar 2020 in Oberhof

Die Saison 2019/20 begann Kohala erneut zum Saisonauftakt des Weltcups mit dem Nationencup-Rennen in Igls, wo sie als 26. klar an der Qualifikation für das Weltcuprennen scheiterte. Die teure Nordamerika-Reise machte sie anschließend nicht mit, sondern ging für ein Rennen zum Saisonauftakt am Königssee zurück in den Weltcup der Juniorinnen und fuhr dort auf Platz 14. Mit den dabei erreichten 28 Punkten war sie am Ende der Saison 36. Nach dem Jahreswechsel startete sie nur noch im A-Team. In Lillehammer scheiterte sie als 23. einmal mehr an der Qualifikation zum Weltcuprennen, da es zugleich die Europameisterschaften 2020 waren, platzierte sie sich in dieser Wertung als 25., in der separaten U-23-Wertung als 15. Auch in Oberhof scheiterte sie als 21. an der Weltcup-Qualifikation. Beim aus Witterungsgründen sehr chaotischen Rennen in Winterberg, bei dem etwa Österreich und die USA ihre Mannschaften zurückzogen und auch weitere Rodler und Rodlerinnen nicht an den Start gingen, nutzte Kohala die Gelegenheit und schaffte als Siebte im Nationencup die Qualifikation für das Weltcuprennen. In diesem belegte Kohala den 17. Rang unter 18 Starterinnen. Auch bei der letzten Weltcup-Station am Königssee schaffte sie als 14. des Nationencups denkbar knapp die Qualifikation für das Weltcup-Rennen, in dem sie 23. wurde. Mit 126 Punkten erreichte sie in der Gesamtwertung des Nationencups den mit Hyesun Jung geteilten 26. Rang, in der Gesamtwertung des Weltcups wurde sie mit 64 Punkten 37.
Zum Auftakt in die durch die COVID-19-Pandemie eingeschränkte Saison 2020/21 startete Kohala in Igls wieder im Weltcup, verpasste jedoch als 19. des Nationencup-Rennens um einen Rang das Weltcup-Rennen. In Altenberg gelang mit einem 15. Platz die Weltcupqualifikation, dort folgte ein 23. Platz, was das beste Saisonergebnis im Weltcup sein sollte. Die Europameisterschaften 2021 in Sigulda sie auf Platz 21. sowie als Neunte der U23-Wertung. Bei den Weltmeisterschaften 2021 am Königssee verpasste sie erwartungsgemäß die Qualifikation für den Sprint, in der klassischen Disziplin enttäuschte sie als 32. und 16. der U23-Wertung.

## Statistik

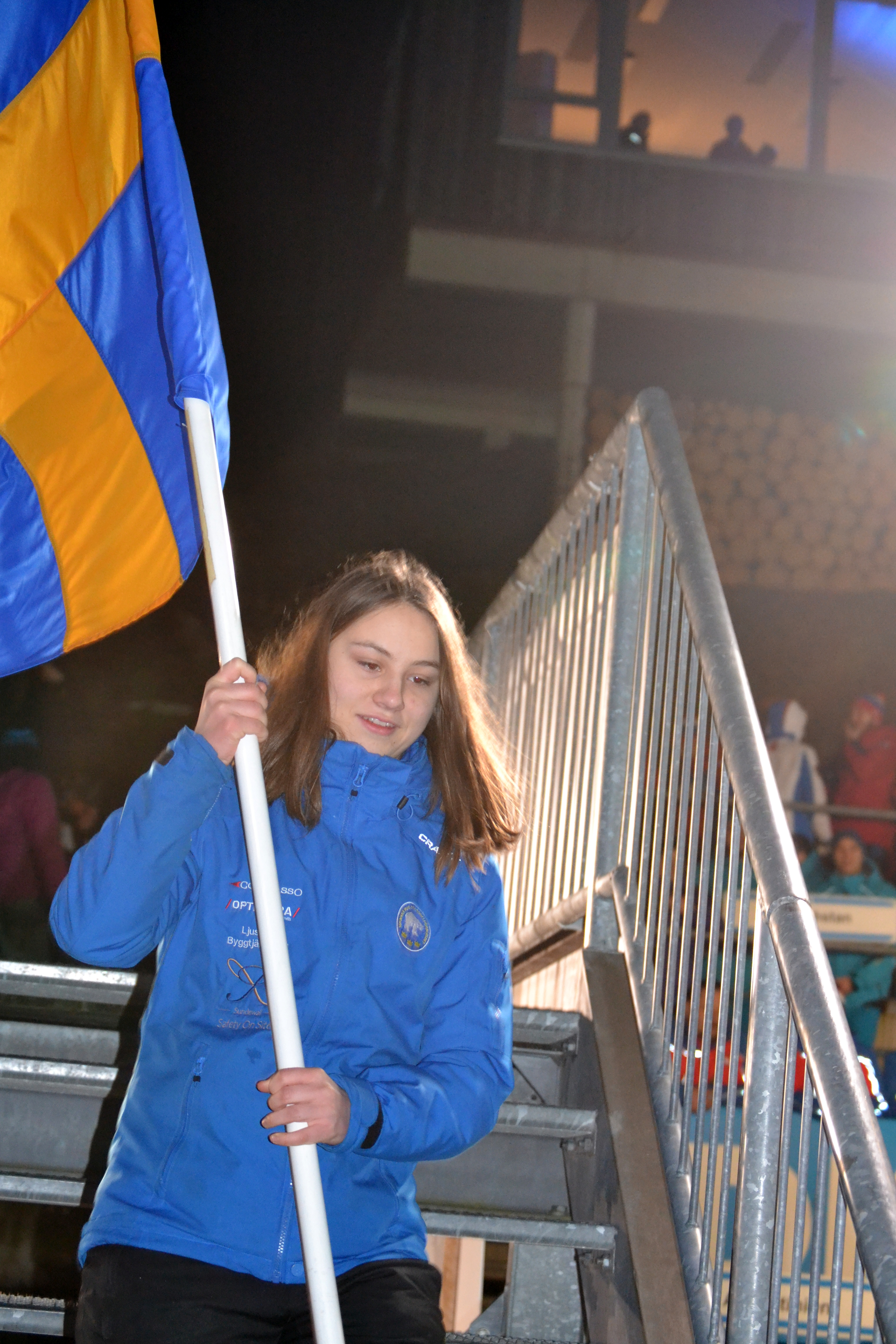
Kohala als schwedische Fahnenträgerin bei der Eröffnungsfeier der Juniorenweltmeisterschaften 2018 in Altenberg

### Erfolge bei Meisterschaften
Weltmeisterschaften
- 2017: 41.
- 2021: 32.

Europameisterschaften
- 2020: 25.
- 2021: 21.

U-23-Weltmeisterschaften
- 2017: 21.
- 2021: 16.

U-23-Europameisterschaften
- 2020: 15.
- 2021. 9.

Olympische Jugend-Winterspiele
- 2016: 19.

Junioren-Weltmeisterschaften
- 2018: 40.

Junioren-Europameisterschaften
- 2019: 16.

### Platzierungen im Gesamtweltcup
| Saison  | Platz | Punkte | Sprintweltcup | Nationencup | Punkte |
| ------- | ----- | ------ | ------------- | ----------- | ------ |
| 2017/18 | 48.   | 014    | 0–            | 49.         | 032    |
| 2018/19 | 47.   | 011    | 0–            | 43.         | 021    |
| 2019/20 | 37.   | 064    | 0–            | 26.         | 126    |

## Einzelbelege
1. ↑  Ann Kiesbye Kohala (52 år) Ljusterö | Ratsit. Abgerufen am 13. Oktober 2020 (sv-SE).
2. ↑  Tove Kohala - Sportlerprofil - Rodeln. Abgerufen am 12. Oktober 2020.
3. ↑  Sveriges Radio: Möt rodelfamiljen: ”Var emot det i början” - Radiosporten. Abgerufen am 12. Oktober 2020 (schwedisch).
4. ↑  Olympedia – Hans Kohala. Abgerufen am 12. Oktober 2020 (englisch).
5. ↑  Svante satte svenskt rekord. 24. Januar 2020, abgerufen am 13. Oktober 2020 (sv-SE).
6. ↑  Framgångar för våra rodelåkare | LjusteröPortalen. Archiviert vom Original (nicht mehr online verfügbar) am 30. September 2020; abgerufen am 13. Oktober 2020.  Info: Der Archivlink wurde automatisch eingesetzt und noch nicht geprüft. Bitte prüfe Original- und Archivlink gemäß Anleitung und entferne dann diesen Hinweis.
7. ↑  Tove Kohala nominerad till OS. LjusteröPortalen, abgerufen am 12. Oktober 2020 (schwedisch).
8. ↑  Tim Reynolds: US, others pull out of Luge World Cup, citing safety. 21. Februar 2020, abgerufen am 19. Juli 2020 (englisch).

| Personendaten    | Personendaten                                    |
| ---------------- | ------------------------------------------------ |
| NAME             | Kohala, Tove                                     |
| ALTERNATIVNAMEN  | Kohala, Tove Britt Ingeborg (vollständiger Name) |
| KURZBESCHREIBUNG | schwedische Rennrodlerin                         |
| GEBURTSDATUM     | 29. Januar 2001                                  |
| GEBURTSORT       | Norra Ljusterö                                   |